# Ajerkotta
Der Ajerkotta (Ayerkota) ist ein Fluss auf der indonesischen Insel Damar.
Der Fluss entspringt im Nordosten der Insel und fließt zwischen den Bergen Pahwuwi und Wurlali in Richtung Nordostküste, wo der Ajerkotta zwischen den Orten Kumur und Bebar in die Bandasee mündet.